# The Incredible Adventures of Van Helsing (jogo)
The Incredible Adventures of Van Helsing é um jogo de RPG eletrônico de ação desenvolvido e publicado pela NeocoreGames. Foi lançado em 22 de maio de 2013. Baseado no romance Drácula de Bram Stoker, o jogo se concentra nas provações do jovem Van Helsing, filho do lendário caçador de vampiros Abraham Van Helsing do livro. O jogo se passa em uma Europa Oriental Gótico-Noir do século XIX e contém "humor intencionalmente engenhoso e anacrônico". Uma sequência, The Incredible Adventures of Van Helsing II, foi lançada em 22 de maio de 2014. Uma segunda sequência, The Incredible Adventures of Van Helsing III, foi lançada em 22 de maio de 2015.

## Jogabilidade
O jogo contém mecânicas clássicas de RPG de ação, como árvore de habilidades, portal de viagem rápida para a cidade, inventário do jogador, encantamento e forja de equipamentos.
A câmera de visão é isométrica, também conhecida por "de cima inclinada", como de outros jogos do gênero (Diablo, Torchlight, Baldur's Gate).
Além do protagonista que controlamos, temos a companhia de Katarina, uma jovem fantasma vinculada a servir a família Van Helsing nas aventuras e missões. Katarina possui três estilos para auxiliar o jogador: corpo a corpo, à distância ou forma fantasmagórica, que não interage com inimigos mas fornece benefícios passivos. Ela também possui sua própria árvore de habilidades, que podem fornecer benefícios tanto a ela quanto ao jogador.
Há diversos itens equipáveis, como colares, anéis, luvas, botas, armaduras, cintos, capacetes, escudos e armas (brancas, mágicas, de fogo). Também existem itens equipáveis para Katarina. Cada equipamento possui atributos que melhoram as características do personagem, como mais pontos de vida, mais dano elemental ou físico, maior resistência a danos. As possibilidades são várias.
O combate utiliza a clássica mecânica de HP e MP, contudo, adiciona uma terceira, denominada de "Raiva". A raiva é adquirida, majoritariamente, ao eliminar inimigos e serve para potencializar as habilidades desbloqueáveis, seja aumentando o dano, a duração dos efeitos ou raio de alcance. A barra de raiva disponível para uso é exibida em coloração amarelada na interface. Complementando isso, existem várias submecânicas relacionadas aos atributos dos personagens, como esquiva, resistência física e elemental, porcentagens de encontrar ouro e itens mágicos, redução de danos recebidos, aumento de dano infligido, entre outros. Existe um sistema de dificuldade, variando desde o nível casual, onde os inimigos possuem menos vida e infligem muito menos dano que o habitual, até o nível denominado de "provação desumana", que concede porcentagens maiores de pontos de vida e danos causados aos inimigos, contudo, também incrementam a experiência e ouro recebidos e as chances de encontrar itens épicos.

## Enredo
O jogo é baseado no conto de Bram Stoker sobre o Conde Drácula, semelhante ao jogo de RPG anterior do desenvolvedor, King Arthur, baseado no relato do Rei Artur. O jogo não é ambientado estritamente no mesmo universo fictício que o romance Drácula de Bram Stoker, mas, sim, em uma Europa do século 19 distorcida com "monstros, magia e tecnologia estranha". O jogo se passa em Borgovia, a capital Gótico-Noir do reino fictício de Borgovia. A cidade é vasta, reforçada pela ciência anacrônica, mas também cheia de criaturas malignas que esta ciência criou. O protagonista do jogo é o filho de Abraham Van Helsing, o caçador de vampiros do romance, e é seu trabalho continuar nos passos de seu pai e exterminar os monstros da cidade.

## Desenvolvimento e lançamento

Três versões do personagem principal

Em 9 de maio de 2012, o estúdio de desenvolvimento independente húngaro, NeocoreGames, anunciou a entrada de seu novo projeto, The Incredible Adventures of Van Helsing. O título foi desenvolvido para o PC e a plataforma Xbox Live Arcade do Xbox 360. Os desenvolvedores também anunciaram na Gamescom 2012 que o jogo é planejado para fazer parte de uma trilogia.
Em outubro de 2012, após receber feedback da comunidade de jogadores de que a representação do jovem Van Helsing parecia "muito jovem e inexperiente", NeocoreGames realizou uma votação para decidir qual das três versões possíveis do personagem principal seria usada no jogo: O Estranho Misterioso, O Cavaleiro ou O Veterano.  Recebendo 72% dos votos, a representação do misterioso estranho foi escolhida para ser usada para o jovem Van Helsing.
Uma versão remasterizada incluindo as sequências foi lançada como um jogo completo em 6 de novembro de 2015, intitulado The Incredible Adventures of Van Helsing: Final Cut. Em 1 de dezembro de 2015, o jogo foi lançado como parte dos benefícios de Games with Gold, para o Xbox One. 

## Recepção
The Incredible Adventures of Van Helsing recebeu críticas "mistas ou médias", de acordo com o agregador de críticas Metacritic.
Patrick Hancock da Destructoide deu ao jogo uma nota de 5.5 de 10, escrevendo: "Uma história esquecível, problemas de desempenho e um elemento de defesa de torre inexplicável impedem 'Van Helsing' de entregar seu verdadeiro potencial, e o que resta meandra a linha entre o conhecido e chato". Christian Donlan da Eurogamer achou que o gênero caia bem para a franquia e escreveu, "Van Helsing não é um jogo polido, ou mesmo um particularmente complexo para a maior parte de sua campanha, mas tem charme desagradável e caráter esquisito, e beneficia de se apoiar em um desses modelos de design que é ultimamente muito, muito difícil de dar errado muito mal". GameSpot gostou da escrita inteligente, configuração atmosférica e mecânicas de combate, ao mesmo tempo em que considera desajeitada a interface e o raso número de  partidas multijogador como obstáculos menores. Nathan Grayson, da IGN, observou que, embora Van Helsing não tivesse inovação, profundidade e um multijogador substancial, era um "jogo sólido". Philip Kollar, da Poligono, disse que, embora a ambientação e a base folclórica forte do jogo tivessem potencial, o conteúdo repetitivo e a falta de inovação dificultaram sua qualidade. John Cal McCormick, de Push Square, não gostou do desinteressante sistema de batalha e narrativa, e elogiou o tom de leveza por ajudar o jogo a se destacar de outros títulos do mesmo gênero. RPGamer achou a escrita, os personagens, a exploração e o combate agradáveis, e não gostou do conteúdo reutilizado e dos modos de dificuldade inferior.

### The Incredible Adventures of Van Helsing II
The Incredible Adventures of Van Helsing II recebeu críticas "geralmente favoráveis", de acordo com o agregador de críticas Metacritic . 
Patrick Hancock de Destructoide deu à sequência uma nota de 8 de 10, chamando-a de "...uma apresentação muito melhor do que a original", enquanto observava que ela melhorou e inovou em cada conceito que o jogo original introduziu. Daniel Starkey, do GameSpot, elogiou a construção do mundo do título, ambientes densos e combate gratificante, enquanto criticava a introdução lenta e a narrativa desordenada.  Leif Johnson, da IGN, chamou Van Helsing II de "...uma melhoria considerável em relação ao seu antecessor" e observou que, embora problemas de balanceamento e bugs em instâncias de multijogador permanecessem, a variedade de cenários de defesa de torre e classes jogáveis compensaram isso. John Cal McCormick, da Push Square, escreveu que, embora o jogo tenha melhorado de muitas maneiras em relação ao seu antecessor, falhou em muitos outros, como visto em seu combate e história desinteressantes. 

### The Incredible Adventures of Van Helsing III
The Incredible Adventures of Van Helsing III recebeu críticas "mistas ou medianas", de acordo com o agregador de críticas Metacritic.
Patris Hancock, do Destructoide, chamou o título de "trabalho de copia e cola" e escreveu que Van Helsing III não inovou da mecânica do segundo jogo. Jeb Haught, da GameRevolution, elogiou o design de nível, a variedade de classes e as opções de personalização do jogo, ao mesmo tempo em que relevou problemas com o reduzido limite de nível, estética de steampunk capada e segmentos de jogabilidade excessivamente simplificados.  Daniel Starkey, da GameSpot, elogiou as interações de personagens, ação e ritmo, e relevou que a estética reciclada, a falta de conteúdo e a estabilidade técnica eram decepcionantes.